# Paulus Van Beresteyn, homme de loi à Haarlem
Paulus Van Beresteyn, homme de loi à Haarlem est un tableau réalisé par le peintre néerlandais Frans Hals, sans doute en 1619 ou 1620. De format vertical, cette huile sur toile est un portrait de Paulus Van Beresteyn, un juriste de Haarlem. Aperçu de trois-quarts par son profil droit, il y figure une main sur la hanche et son chapeau dans l'autre, debout devant un fond sombre où se détachent des armoiries. Acquise en 1885, l'œuvre est conservée au musée du Louvre, à Paris, en France.